# Incontri internazionali di rugby a 15 di fine anno 2000
Nel rugby a 15 è tradizione che a fine anno (ottobre-dicembre) si disputino una serie di incontri internazionali che gli europei chiamano "Autumn International"  e gli appassionati dell'emisfero sud "Springtime tour". In particolare le nazionali dell'emisfero Sud si recano in tour in Europa.
In generale, solo l'Inghilterra e in parte la Francia riescono a tenere testa alle squadre australi.
- La Namibia si reca in Sudamerica nel mese di settembre:

| Buenos Aires 10 settembre 2000 | Argentina Dev XV | 75 – 5 | Namibia |  |

| Montevideo 15 settembre 2000 | Uruguay | 23 – 12 | Namibia |  |

- L'Argentina subisce una pesante sconfitta con l'Inghilterra:

| Londra 25 novembre 2000 | Inghilterra | 19 – 0 | Argentina | Twickenham |

- L'Australia in Europa. L'Inghilterra si conferma l'unica squadra europea in grado di tenere testa alle potenze australi

| Parigi 4 novembre 2000 | Francia | 13 – 18 | Australia | Stade de France |

| Edimburgo 11 novembre 2000 | Scozia | 9 – 30 | Australia | Murrayfield |

| Londra 18 novembre 2000 | Inghilterra | 22 – 19 | Australia | Twickenham |

- Il Canada conquista una sorprendente vittoria con un'Italia in difficoltà.

| Rovigo 11 novembre 2000 | Italia | 17 – 22 | Canada | Stadio Mario Battaglini |

- Il Giappone viene in Europa: tre partite ed un test contro l'Irlanda:

| Dublino 11 novembre 2000 | Irlanda | 78 – 9 | Giappone | Lansdowne Road |

- La Nuova Zelanda visita Francia ed Italia: un test pari con i Francesi e una facile vittoria con gli azzurri

| Parigi 11 novembre 2000 | Francia | 26 – 39 | Nuova Zelanda | Stade de France |

| Marsiglia 18 novembre 2000 | Francia | 42 – 33 | Nuova Zelanda |  |

| Genova 25 novembre 2000 | Italia | 19 – 56 | Nuova Zelanda |  |

- Samoa visita Galles e Scozia.

| Cardiff 11 novembre 2000 | Galles | 50 – 6 | Samoa | Millennium Stadium |

| Edimburgo 18 novembre 2000 | Scozia | 31 – 8 | Samoa | Murrayfield |

- Il Sudafrica visita l'Argentina e l'Europa: 9 partite con 4 test ufficiali.

| Buenos Aires 12 novembre 2000 | Argentina | 33 – 37 | Sudafrica | River Plate |

| Dublino 19 novembre 2000 | Irlanda | 18 – 28 | Sudafrica | Lansdowne Road |

| Cardiff 26 novembre 2000 | Galles | 13 – 23 | Sudafrica | Millennium Stadium |

| Londra 2 dicembre 2000 | Inghilterra | 25 – 17 | Sudafrica | Twickenham |

- Gli USA visitano la Gran Bretagna:

| Edimburgo 4 novembre 2000 | Scozia | 53 – 6 | Stati Uniti | Murrayfield |

| Cardiff 18 novembre 2000 | Galles | 42 – 11 | Stati Uniti | Millennium Stadium |

- Da segnalare anche un tour dei Queensland Reds in Argentina:

| Buenos Aires 4 ottobre 2000 | Argentina A | 43 – 13 | Queensland | Club La plata |